# Autostrada A559 (Niemcy)
Autostrada A559 (niem. Bundesautobahn 559 (BAB 559) także Autobahn 559 (A559)) – autostrada w Niemczech łącząca autostradę A4 z autostradą A59 koło Kolonii w Nadrenii Północnej-Westfalii.
Od węzła Kreuz Gremberg autostrada biegnie dalej w kierunku dzielnicy Deutz jako L124 i jest zwolniona z opłaty myta.